# Mario Epifanio Abdallah Mgulunde
Mario Epifanio Abdallah Mgulunde (* 1931 in Kalenga, Tanganjika; † 14. März 2006) war ein tansanischer Geistlicher und römisch-katholischer Erzbischof von Tabora.

## Leben
Mario Epifanio Abdallah Mgulunde empfing am 8. April 1962 das Sakrament der Priesterweihe.
Am 23. Oktober 1969 ernannte ihn Papst Paul VI. zum Bischof von Iringa. Der Bischof von Mbeya, James Dominic Sangu, spendete ihm am 15. Februar 1970 in Iringa die Bischofsweihe; Mitkonsekratoren waren der Bischof von Songea, James Joseph Komba, und der Bischof von Morogoro, Adriani Mkoba.
Von 1976 bis 1982 war Mario Epifanio Abdallah Mgulunde Vorsitzender der Tansanischen Bischofskonferenz. Am 9. März 1985 ernannte ihn Papst Johannes Paul II. zum Erzbischof von Tabora.